# 이아이 (배우)
이아이(李我珥, 1984년 ~ )는 대한민국의 배우이자 영화사학자이다. 아시아에 있는 예술대학 중에서 최고의 명문으로 꼽히는 일본 니혼 대학 출신으로서, 연기전공 코스 학과에 7년 만에 외국인 학생으로 뽑혔다. 2014년 배우 활동을 접고 학업을 지속, 동대학에서 2019년 예술학 박사학위를 취득하고 귀국하였다. 포스트 장진영으로 불리기도 한다.

## 작품 활동

### 영화
- 《대한민국 1%》  - 이유미 하사 역
- 《덕수리 5형제》 - 현정 역

### 드라마
- 《비밀의 여자》 - 연수 역
- 《일편단심 민들레》 - 송수자 역
- 《대왕의 꿈》 - 차비 역
- 《빛과 그림자》 - 김계순 역
- 《자유인 이회영》 - 홍정화 역
- 《태왕사신기》
- 《너는 내 운명》
- 《한성별곡》
- 《나도야 간다》

### 모델
- 《KTF》전속모델
- 《NH농협》전속모델
- 《MAC》모델

## 학력
- 북일여자고등학교
- 니혼대학 예술학부 영화학과 학사
- 니혼대학 대학원 예술학 석사
- 니혼대학 대학원 예술학 박사

## 저서
일본 식민지시대 여배우 형성사-조선 국민여배우 문예봉의 탄생 (朝鮮植民地時下の女優形成史－朝鮮国民女優・文藝峰の誕生), 세이큐샤, 2023년